# Vuk Branković

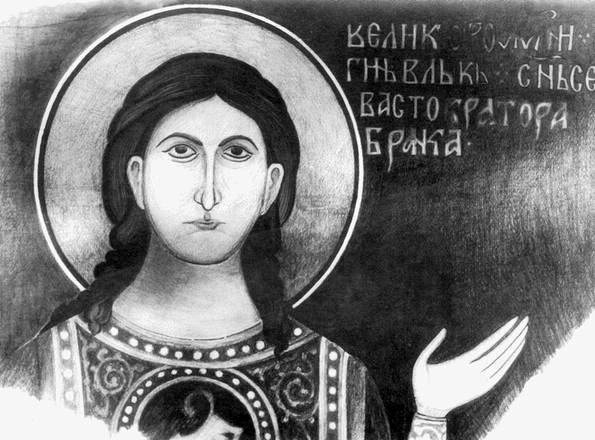
Zeitgenössisches Porträt des achtzehnjährigen Vuk Branković. Kloster Theotokos Peribleptos, Ohrid 1364/65

Vuk Branković (serbisch-kyrillisch Вук Бранковић; * 1345; † 6. Oktober 1397) war ein serbischer Adeliger aus der Dynastie Branković und einer der serbischen Territorialfürsten, der nach dem Zusammenbruch des Nemanjiden-Reichs und nach der Schlacht auf dem Amselfeld auch kurzzeitig zum mächtigsten serbischen Herrscher aufstieg. Der von ihm regierte Feudalstaat, der als Oblast Brankovića (Gebiet Brankovićs) oder schlicht als Vukova zemlja (Wolfs-Land) bekannt war, umfasste den zentralen Teil der von den Nemanjiden 200 Jahre regierten Serbiens auf dem Gebiet des Kosovo sowie in den angrenzenden Gebieten im heutigen Südwest-Serbien, Nord-Montenegro und Nord-Makedonien. Seinen Herrschaftssitz bezog er auf dem Amselfeld in Priština unweit der größten mittelalterlichen Stadt Serbiens und dem wichtigsten hochmittelalterlichen Silberbergwerkszentrum der Balkanhalbinsel, Novo Brdo.

## Leben
In enger Kooperation mit seinem Schwager Lazar Hrebeljanović organisierte Branković den Widerstand gegen den weiteren Vormarsch der Osmanen, indem er während des ersten Einfalls der osmanischen Hauptstreitmacht in Morava-Serbien unter Murad I. 1386, sowie in der von beiden Seiten gut vorbereiteten Entscheidungsschlacht am Amselfeld neben Fürst Lazar der Hauptakteur auf christlicher Seite war. In Absprache mit dem Fürstentum der Lazarevići hätte er nach dem Tod Lazars die Oberhoheit über Morava-Serbien übernehmen sollen, was durch Milica Hrebeljanović, die Witwe Lazars, und den damaligen Patriarchen der Serbisch-Orthodoxen Kirche Kir Spiridon im Juli 1389 auf dem vereitelt wurde. Die Lazarevići unterstellten sich bis zur ersten Hälfte des Jahres 1390 der osmanischen Souveränität, wie dies nach der Schlacht an der Maritza 1371 schon die serbischen Fürstentümer der Balšići, Dragašiči und Mrnjavčevići getan hatten; somit blieb lediglich Brankovićs Fürstentum von den Osmanen unabhängig. Daher war Vuk zwischen 1389 und 1392 der nominelle Erbe der serbischen Krone und wurde von den adriatischen Stadtrepubliken Venedig und Ragusa sowie dem Königreich Ungarn als Herrscher Serbiens anerkannt und ebenso ehrenbetitelt,. was ihm insbesondere wegen des Handels auf den wichtigen Karawanenstraßen zwischen der Adria und dem Bergwerksstätten im Landesinneren kurzzeitig zur entscheidenden Herrschaftsgestalt unter den verbliebenen unabhängigen christlichen Balkanreichen machte. 1392 musste auch Branković die Oberhoheit der Osmanen unter Bayezid I. anerkennen, ohne jedoch seinen aktiven Widerstand aufzugeben. 1396 verweigerte er die Teilnahme an der Schlacht bei Nikopolis, welche mit einer katastrophalen Niederlage des christlichen Heeres endete. Branković wurde aufgrund seiner antagonistischen Haltung zum danach in osmanische Gefangenschaft genommen, in der er 1397 starb. Seine vormaligen Ländereien wurden nach seinem Tod den Lazarevići übergeben.
Aus dem Vorbild einer historisch unbegründeten Darstellung als Verräter in Mavro Orbinis einflussreicher Amselfeld-Version seiner Slawen-Historiographie (Il regno degli Slavi) erwuchs daraus die literarische Ausarbeitung zur Figur Vuks als zentralen epischen Personifikation des negativen Helden in der serbischen Volksliedtradition. Als Antiheld und Antagonist zu Miloš Obilićs, dem Protagonisten des guten Helden, wurde dies in der narrativen Prosa-Dichtung der Erzählung der Schlacht auf dem Amselfeld (Priča o bojom kosovskom) übernommen, was sich in der weiteren Entwicklung vom Amselfeld-Zyklus in der serbischen Volks- und Kunstepik niederschlug.

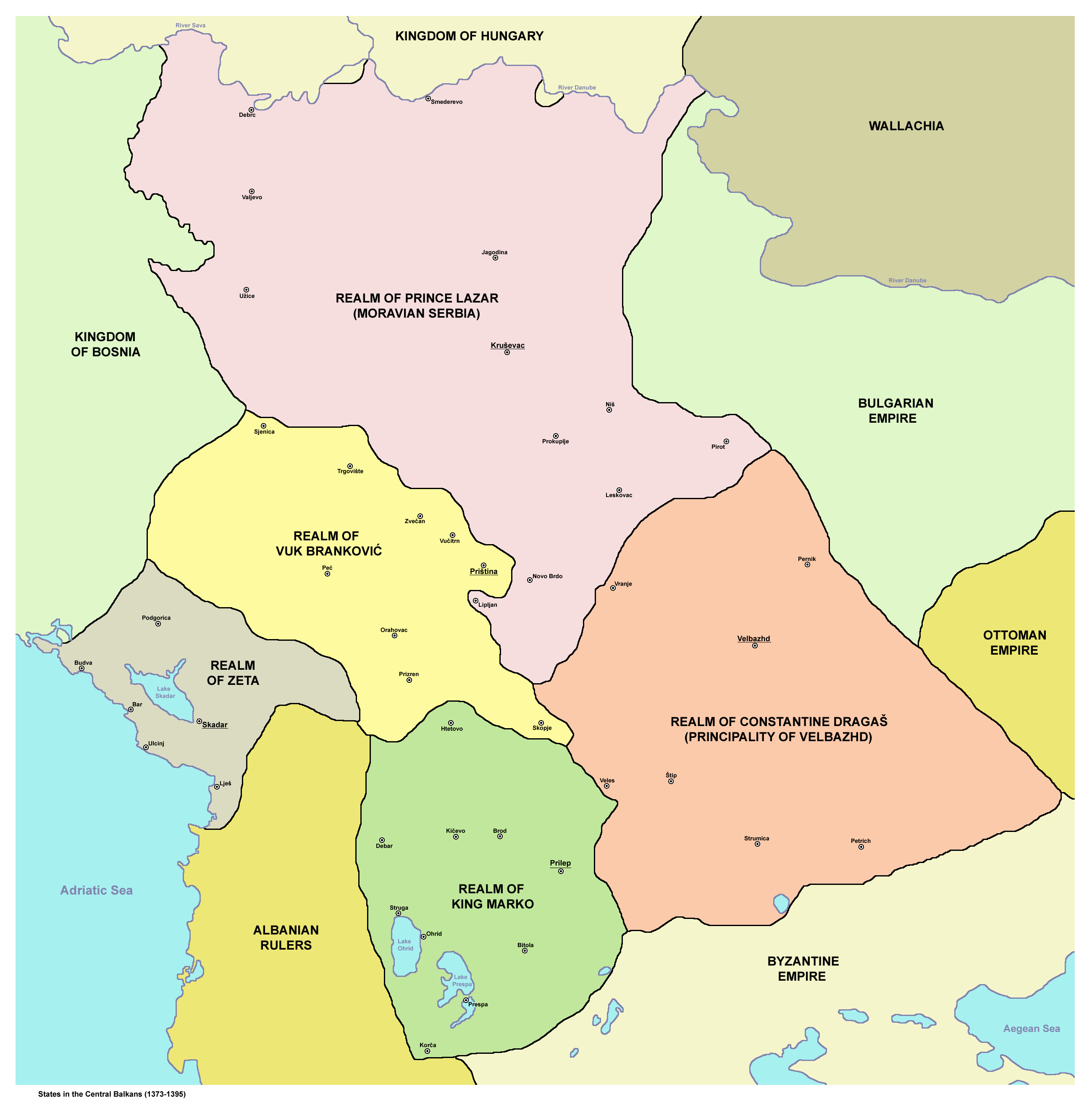
Die westliche Balkanhalbinsel und das Reich von Vuk Branković (2. Hälfte des 14. Jahrhunderts)

Brankovićs Verhältnis zu Lazar vor der Schlacht auf dem Amselfeld war in einer friedlichen Periode verlaufen, die in Folge der Schlacht an der Maritza 1371 aber im Schatten des osmanischen Auftriebs stand. Marko Kraljević fiel 1371 formell durch die serbische Königskrone die Suzeränität über die serbischen Territorial-Fürsten zu, die jedoch jegliche Respektsbekundungen gegenüber der Königskrone Markos vermieden, was die neu entstandene Realität gegenüber der früheren hierarchischen Gegebenheiten abbildete. Die politischen Aspirationen hatten in den Fürstenhäusern andere Interessen erzeugt und zu einem neuen ideologischen Umfeld geführt. Mit dem Tod König Vukašins wurden die Herrschaftsideologien den neuen Verhältnissen angepasst. Die Serbisch-Orthodoxe Kirche und die Mönchsgemeinschaft des Athos unterstützten nach dem Wegfall der Nemanjiden-Dynastie das Herrschaftshaus Lazars als neuem Träger der Regierungstradition der Nemanjiden. Fürst Lazar bildete so auch 1375 die zentrale Figur bei der Befriedung des seit der Kaiserkrönung Stefan Dušans bestehenden kirchlichen Bruches zwischen dem Konstantinopler Patriarchat und dem Serbisch-Orthodoxen Patriarchat von Peć, indem das Anathema auf dem Kirchenkonzil im Erzengelkloster Sveti Arhandjeli bei Prizren auf dem späteren Territorium Vuks aufgehoben wurde.
Lazar verheiratete seine älteste Tochter Mara mit Vuk Branković, dem Sohn des Sebastokrators Branko Mladenović. Da Lazars vier erste Kinder Mädchen waren, stand der Sohn Vuks und Maras Đurađ Branković, der zwischen 1373 und 1375 geboren wurde, vor der Geburt von Stefan Lazarević (1377) eine Zeitlang an erster Stelle der Thronfolge auf Lazars Fürstentum. Vuk stammte aus einer alten Adelsfamilie dessen Vater unter Stefan Uroš IV. Dušan bei der Vergabe byzantinischer imperialer Titel an seine unmittelbare Verwandtschaft als Sebastokrator von Ohrid eingesetzt wurde. Jedoch ist nicht klar in welchem Verhältnis Mladen zum Kaiserhaus stand. Mladens Söhne von denen Vuk der bedeutendste war, konnten ihr Territorium nach dem Tode König Vukašins 1371 aus einem Gebiet im südlichen Kosovo weiter vergrößern.
Lazar dem Novo Brdo als bedeutendste Stadt Serbiens im Kosovo unterstand, unterstützte Vuk politisch und militärisch bei der Festigung und Ausweitung seiner Herrschaft auch auf Kosten der alten serbischen Länder die im Besitz der Krone der Mrnjačevići standen. Vuk verhielt sich daher, da dieser auch als Schwager in die weitere Familie Lazars eingeschlossen wurde, wie der jüngere gegenüber dem älteren in einer familienhierarchischen Funktion. Mit der Verehelichung seiner Tochter Mara bezog Lazar Vuk auch als Sohn in die politische Organisation seines Fürstentums mit ein. Vuk trug zwar alle Attribute eines selbständigen Fürsten, stellte jedoch das Primat seines Schwiegervaters nicht in Frage.
Im Koalitionsheer Lazars übernahm Vuk Branković, dessen Territorium zwischen Ibar und Vardar das Kerngebiet des ehemaligen Nemanjiden-Reichs mit den Zaren-Städten Prizren und Skopje umfasste, und sich innerhalb seines Herrschaftsgebietes auch die Schlacht auf dem Amselfeld vollzog, neben Fürst Lazar die zentrale Position. Das spätere volkstümliche überlieferte Motiv des Verrats, in der Brankovićs Gestalt die Antithese gegenüber der Heldenfigur Miloš Obilićs ist, wird jedoch von keiner der Primär-Quellen gedeckt, wie auch Brankovićs Verhalten nach der Schlacht ohne solche Indizien bleibt (u. a. finden sich auch keine Anzeichen einer Belohnung durch Bayezid). Branković verweigerte als einziger serbischer Fürst sogar die Oberhoheit der Osmanen und wurde erst durch seine Gefangennahme nach der Schlacht von Nikopolis 1396 als politischer Widersacher des weiteren osmanischen Vordringens ausgeschaltet. Er starb in Gefangenschaft am 6. Oktober 1397.
Sein im 15. Jahrhundert lebender Urenkel Vuk Grgurević wurde ebenfalls Vuk Branković genannt.